# Shizuka Arakawa
Shizuka Arakawa (荒川静香?, Arakawa Shizuka; Tokyo, 29 dicembre 1981) è un'ex pattinatrice artistica su ghiaccio giapponese.
In carriera ha vinto la medaglia d'oro ai XX Giochi olimpici invernali nel singolo donne e il campionato mondiale del 2004.

## Biografia
Shizuka Arakawa è nata a Shinagawa (Tokyo, Giappone) ma è cresciuta nella Prefettura di Miyagi, prima a Sendai e poi a Rifu. È l'unica figlia di Koichi e Sachi Arakawa ed è stata chiamata così in onore di Shizuka Gozen.
Ha iniziato a pattinare a cinque anni, dopo essersi innamorata dei vestiti che si usano nel pattinaggio. In terza elementare è riuscita a eseguire un salto triplo perfetto che le è valso i complimenti dell'allenatrice e il soprannome di "ragazza prodigio".
Ha vissuto e studiato per un periodo presso il Centro Internazionale di Pattinaggio Connecticut a Simsbury, Connecticut, dopo la chiusura della Konami Sports Ice Rink a Sendai, dove aveva iniziato la sua carriera. 
Nel 2004, pochi giorni prima di vincere i Mondiali di pattinaggio a Dortmund, Arakawa si è laureata in Scienze Sociali alla Waseda University; è stata la prima atleta asiatica a essersi laureata campionessa olimpica nel pattinaggio di figura. Nella conferenza stampa, dopo il successo olimpico, Arakawa ha espresso il suo dispiacere per la chiusura dell'Ice Rink, e nei mesi successivi si è interessata a far sì che la sua prima pista potesse riaprire. Fra i pattinatori che si sono potuti allenare all'Ice Rink dopo la riapertura vi è Yuzuru Hanyū.
I suoi idoli del pattinaggio sono Kristi Yamaguchi e Yuka Satō; ascolta la musica di Christina Aguilera, Beyoncé, Mai Kuraki (di cui è una cara amica), e tra i suoi hobby troviamo lo shopping, il nuoto, il golf e la cucina. 
Ha uno Shitzu di nome Charo e un criceto, Juntoki. Ha anche quattro cani che si chiamano Choco, Tiramisù, Aroma e Rosa.
Shizuka Arakawa ha annunciato il suo matrimonio il 29 dicembre 2013, giorno del suo trentaduesimo compleanno. Il 16 aprile 2014 ha annunciato di essere incinta, il 6 novembre è nata la sua prima figlia. Il 23 maggio 2018 Arakawa ha annunciato la nascita del suo secondo figlio.

## Carriera juniores
Dopo essersi appassionata al pattinaggio, all'età di cinque anni, Shizuka Arakawa è entrata alla Chibikko Skate School; ha iniziato a prendere lezioni di danza a sette anni e ha iniziato a lavorare con Hiroshi Nagabuko, un pattinatore di coppia che aveva gareggiato alle Olimpiadi Invernali di Sapporo, in Giappone, nel 1972.
All'età di otto anni Shizuka ha completato in modo perfetto il suo primo triplo salchow. Nel 1994 ha partecipato alla sua prima gara internazionale, il Triglav Trophy, ottenendo il primo posto nella categoria novice.. È stata la prima pattinatrice giapponese a vincere tre titoli nazionali juniores consecutivi (1994, 1995, 1996).

## Carriera senior

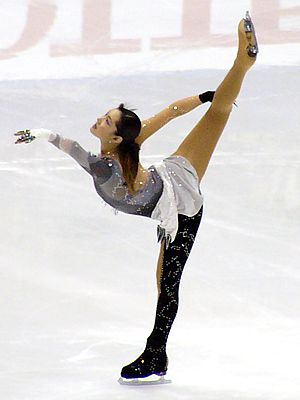
Arakawa all'NHK Trophy nel 2004.

Shizuka Arakawa ha fatto il suo debutto olimpico, rappresentando il Giappone alle Olimpiadi Invernali di Nagano nel 1998, all'età di sedici anni. Alla sua prestazione, che le è valo un piazzamento in tredicesima posizione, ha assistito anche l'Imperatore del Giappone. Nel 2002 ha vinto l'argento ai Campionati nazionali, ma poiché il Giappone poteva inviare alla gara una sola donna, non ha potuto partecipare alle Olimpiadi Invernali del 2002. 
Durante la stagione di pattinaggio 2002-2003 ha vinto i Giochi asiatici invernali e le Universiadi Invernali. Ha vinto la sua seconda medaglia d'argento consecutiva al Four Continents Championships, il bronzo all'NHK Trophy e si è classificata quinta alla Rostelecom Cup. Si è qualificata per la Finale del Grand Prix ISU di pattinaggio di figura, dove è arrivata quarta.
Nel 2004 ha vinto i Mondiali di Dortmund, in Germania, presentando un programma dal bagaglio tecnico eccelso. Sulle note della Turandot di Giacomo Puccini eseguì triplo lutz-triplo toe loop-doppio loop, triplo salcow-triplo toe loop, triplo flip, triplo loop, doppio axel, triplo lutz, sette salti con atterraggio pulito. È stata la terza donna giapponese a vincere il titolo dopo Midori Itō, che aveva vinto nel 1989, e Yuka Satō, nel 1994.
Shizuka Arakawa aveva pianificato di abbandonare le competizioni dopo i Campionati del Mondo del 2004, ma la sua vittoria le fece cambiare idea. Ai Campionati del Mondo del 2005 si è classificata al nono posto, una delusione che le ha donato una motivazione in più per non abbandonare l'agonismo e migliorarsi, sentendo di non voler concludere così la sua carriera.
Nel novembre del 2005 ha cambiato allenatore e ha iniziato a lavorare con Nikolai Morozov.

## Olimpiadi Invernali Torino 2006

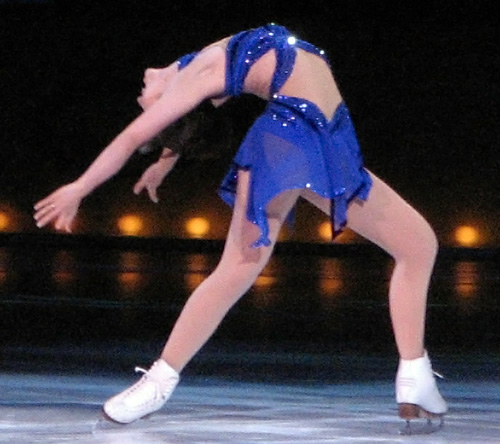
Arakawa esegue una Ina Bauer rovesciata.

Ai Giochi olimpici di Torino si è piazzata al terzo posto con il programma corto, pattinato sulla note Fantaisie-Impromptu di Chopin. A precederla sono state la statunitense Sasha Cohen e la russa Irina Sluckaja, con una differenza inferiore a un punto. Nel programma libero sulle note dellaTurandot di Puccini Arakawa ha scalato la classifica fino a vincere la medaglia d'oro, presentando un esercizio che ha incantato il Palavela: triplo lutz-doppio loop, triplo salcow-doppio toe loop, triplo flip, doppio axel, triplo lutz, doppio loop, triplo salcow-doppio toe loop-doppio loop. Il programma, con cui ha stabilito il suo personal best ottenendo 125.32 punti, comprendeva una Ina Bauer rovesciata, con la flessione dorsale completa. Da questo momento Ina Bauer è diventata, in Giappone, una parola di buon auspicio. Arakawa, con i suoi ventiquattro anni, è diventata la vincitrice più anziana nel singolo donne dopo Magda Julin nel 1920.
La sua è stata l'unica medaglia vinta dal Giappone nei Giochi Olimpici del 2006, e la prima medaglia d'oro d'oro vinta dal Giappone nel pattinaggio di figura. Dopo la sua vittoria il primo ministro giapponese Junichiro Koizumi ha telefonato a Shizuka Arakawa a Torino per congratularsi con lei. Le sue parole furono: "Ho tifato per voi con entusiasmo, mentre guardavo la televisione. Tutti i giapponesi gioiscono per voi. Do un punteggio perfetto a ogni momento della vostra performance."

## Carriera professionale
Shizuka Arakawa ha annunciato il suo ritiro dalle competizioni il 6 maggio 2006, pochi mesi dopo la sua vittoria olimpica. Ha continuato a pattinare negli show ed è diventata una commentatrice di pattinaggio per la televisione giapponese. Compone anche delle coreografie e ha creato un suo show sul ghiaccio, Friends On Ice.
Nel 2006 è apparsa in un telefilm drammatico giapponese, Shichinin no onna bengoshi (sette avvocati femminili), presentata da TV Asahi. Ha recitato nell'ottavo episodio svolgendo il ruolo di pubblico ministero, Yayoi Shimasaki.
Ha partecipato a molti show di pattinaggio, alcuni dei quali comprendevano una gara fra professionisti. Fra questi vi è Thin Ice, andato in onda il 19 marzo 2010, dove ha fatto coppia con il vincitore della medaglia d'argento olimpica maschile del 2006, Stéphane Lambiel. Hanno pattinato sulle canzoni Get Me Bodied di Beyoncé e Magic di Robin Thicke. Nel 2016 ha partecipato all’NHK Trophy Figure Skating Special Exhibition, spettacolo dedicato al quinto anniversario del Terremoto e maremoto del Tōhoku del 2011, nel quale si è esibita sul brano Hana wa saku insieme a Yuzuru Hanyu, Akiko Suzuki e Takeshi Honda.
Nel 2011 ha iniziato a lavorare come coreografa.
Nel 2012 è entrata nel Consiglio direttivo della Federazione di pattinaggio del Giappone. Due anni più tardi è stata nominata vicepresidente. Ha ricoperto la carica fino al 2022.

## Riconoscimenti
Nel 2006 il Governo giapponese ha insignito Arakawa della Medaglia d'onore con nastro viola. Fra gli altri premi da lei ricevuti vi è il Prefectural Honor Award, conferitole dalla Prefettura di Miyagi. La città di Sendai ha onorato Arakawa con una parata trionfale alla quale hanno assistito 73.000 persone. Nel 2017 presso il Kokusai Center sono stati eretti due monumenti dedicati ai due pattinatori di Sendai capaci di vincere un oro olimpico nel pattinaggio di figura, Shizuka Arakawa e Yuzuru Hanyu.
Nel gennaio del 2018 Arakawa è stata fra gli atleti giapponesi che hanno ricoperto il ruolo di tedoforo per le Olimpiadi invernali che si sarebbero svolte a breve nella Corea del Sud. Tre mesi più tardi è stata ammessa nella Hall of fame del pattinaggio, terza giapponese dopo Midori Ito e Nobuo Sato.

## Palmarès

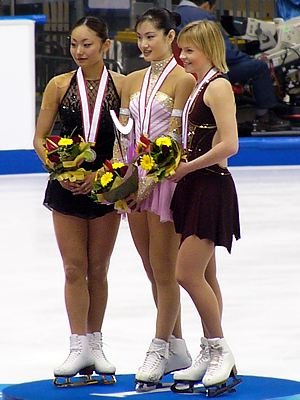
Arakawa sul podio dell'NHK Trophy 2004.

''GP: Grand Prix / Champions Series
| Internazionali                     | Internazionali | Internazionali | Internazionali | Internazionali | Internazionali | Internazionali | Internazionali | Internazionali | Internazionali | Internazionali | Internazionali | Internazionali | Internazionali |
| Evento                             | 93–94          | 94–95          | 95–96          | 96–97          | 97–98          | 98–99          | 99–00          | 00–01          | 01–02          | 02–03          | 03–04          | 04–05          | 05–06          |
| ---------------------------------- | -------------- | -------------- | -------------- | -------------- | -------------- | -------------- | -------------- | -------------- | -------------- | -------------- | -------------- | -------------- | -------------- |
| Giochi olimpici invernali          |                |                |                |                | 13°            |                |                |                |                |                |                |                | 1°             |
| Campionati mondiali                |                |                |                |                | 22°            |                |                |                |                | 8°             | 1°             | 9°             |                |
| Campionati dei Quattro continenti  |                |                |                |                |                | 6°             |                | 6°             | 2°             | 2°             |                |                |                |
| GP Finale                          |                |                |                |                |                |                |                |                |                | 4°             | 3°             | 2°             |                |
| GP Cup of China                    |                |                |                |                |                |                |                |                |                |                |                |                | 3°             |
| GP Cup of Russia                   |                |                |                |                |                |                |                | 7°             |                | 5°             |                | 2°             |                |
| GP Lalique/Bompard                 |                |                |                |                |                |                |                | 9°             | 6°             |                | 2°             |                | 3°             |
| GP Nations/Spark.                  |                |                |                |                | 7°             |                | 5°             |                |                |                |                |                |                |
| GP NHK Trophy                      |                |                |                | 7°             | 6°             | 8°             | 5°             |                |                | 3°             |                | 1°             |                |
| GP Skate America                   |                |                |                |                |                | 9°             |                |                | 4°             |                | 3°             |                |                |
| GP Skate Canada                    |                |                |                |                |                |                |                |                |                |                | 2°             |                |                |
| Nebelhorn Trophy                   |                | 2°             | 1°             |                |                |                |                |                |                |                |                |                |                |
| St. Gervais                        |                | 2°             |                |                |                |                |                |                |                |                |                |                |                |
| Giochi asiatici invernali          |                |                |                |                |                | 2°             |                |                |                | 1°             |                |                |                |
| Universiadi                        |                |                |                |                |                |                |                |                |                | 1°             |                |                |                |
| Internazionali: Junior, novice     |                |                |                |                |                |                |                |                |                |                |                |                |                |
| Campionati mondiali                |                | 8°             | 7°             | 8°             |                |                |                |                |                |                |                |                |                |
| Triglav Trophy                     | 1° N           |                |                |                |                |                |                |                |                |                |                |                |                |
| Nazionali                          |                |                |                |                |                |                |                |                |                |                |                |                |                |
| Campionati giapponesi              |                |                |                | 2°             | 1°             | 1°             | 5°             | 2°             | 2°             | 3°             | 3°             | R              | 3°             |
| Campionati giapponesi junior       | 7°             | 1°             | 1°             | 1°             |                |                |                |                |                |                |                |                |                |
| N = Categoria novice; R = Ritirata |                |                |                |                |                |                |                |                |                |                |                |                |                |